# Ceratozamia delucana
{{#ifeq:0|0|{{#if:|{{#if:Ceratozamiadelucana|[[]}}|}}}}
Ceratozamia delucana — вид саговникоподібних з родини замієвих (Zamiaceae). Місцем проживання цього виду є Мексика (Пуебла, Веракрус).